# Lepyropsis bipunctata
Lepyropsis bipunctata är en insektsart som beskrevs av Metcalf och James Heathman Horton 1934. Lepyropsis bipunctata ingår i släktet Lepyropsis och familjen spottstritar. Inga underarter finns listade i Catalogue of Life.